# Palacio Trautson

El palacio [de] Trautson (en alemán: Palais Trautson) es un palacio urbano de Austria de estilo barroco erigido en el distrito de Neubau de Viena. Situado en la calle Museumstraße 7, el palacio fue construido en 1712 por Johann Leopold Donat von Trautson, el primer príncipe de Trautson con  diseño de Johann Bernhard Fischer von Erlach.
El palacio se utiliza actualmente como espacio de oficinas del Ministerio Federal de Justicia de Austria.